# Adriaen van der Goes

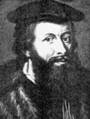

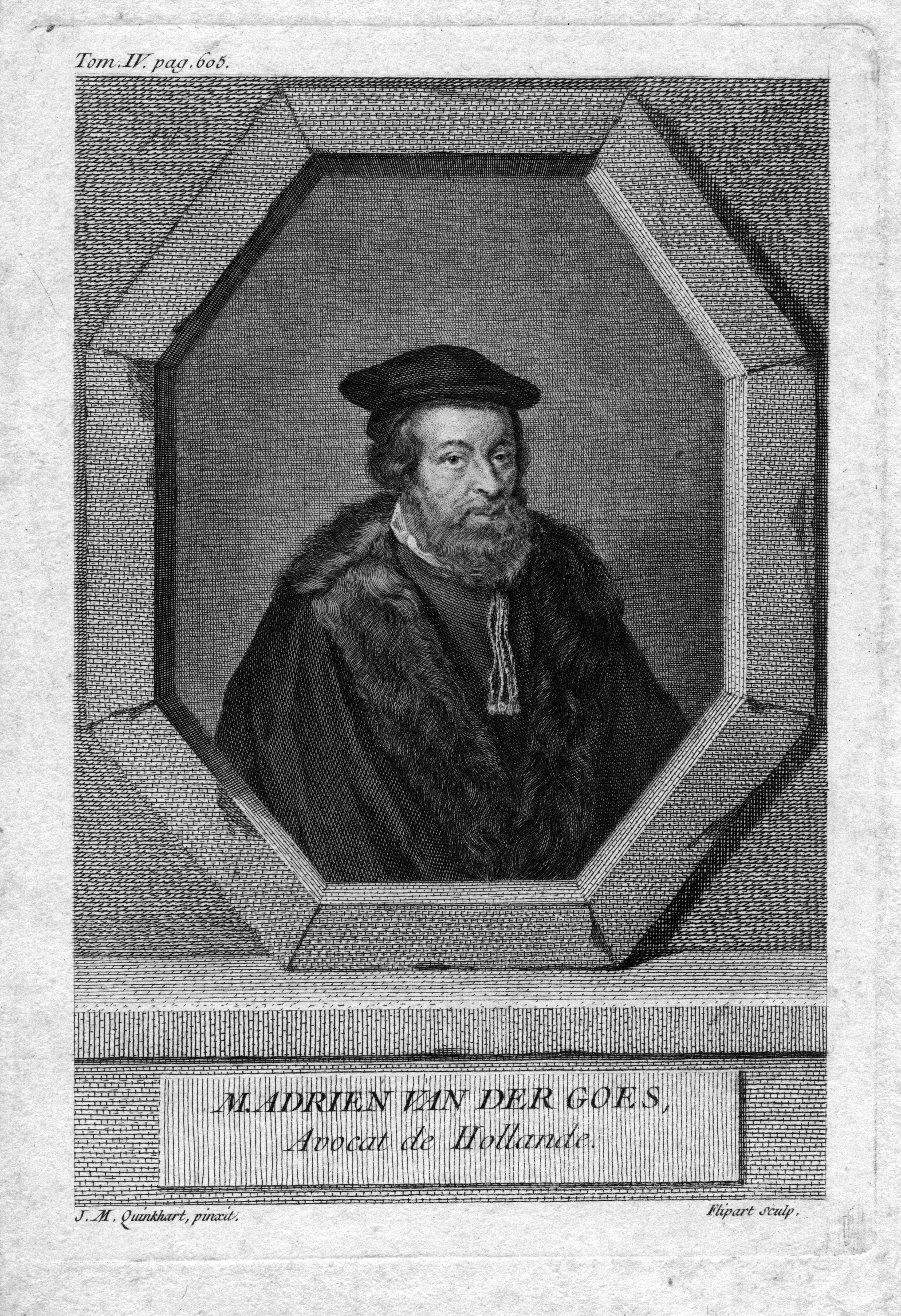

Adriaen van der Goes (Delft, omstreeks 1505 - 's-Gravenhage, 5 november 1560) was een Nederlandse raadpensionaris.
Vermoedelijk heeft Van der Goes gestudeerd aan de univeriseit van Leuven. In 1540 werd hij toegevoegd aan zijn vader Aert van der Goes om hem te ondersteunen als raadpensionaris. Op voordracht van René van Chalon werd hij op 30 januari 1544 benoemd tot landsadvocaat (raadpensionaris) van de Staten van Holland. Hij was dit tot zijn dood in 1560. Van der Goes zette het door zijn vader begonnen Register van de Dachvaerden der Statens's Lands van Holland voort. Dit register in in 1750 in druk verschenen.

## Familie
Adriaen van der Goes was een zoon van de raadpensionaris Aert van der Goes en Margaretha van Banchem. Hij trouwde met Anna Laurensdr. [van Spangen] (overleden in 1548), vermoedelijke dochter van Laurens Pietersz van Spangen. Zij kregen negen kinderen, van wie er drie jong stierven. Hun zoons Christiaan, Aert, Andries en Philip bekleedden allen hoge ambten. Ook de echtgenoot van hun dochter Maria,  Pieter van der Meer (1534-1616), was een hoge ambtenaar.

## Wapen
Wapen van het geslacht Van der Goes: in zwart drie goud-gehoornde zilveren bokkenkoppen, het helmteken een zilveren bokkenkop tussen twee zilveren fazantveren